# Oscaruddelingen 1942
Oscaruddelingen 1942 var den 14. Oscaruddeling, hvor de bedste film fra 1941 blev hædret af Academy of Motion Picture Arts and Sciences. Uddelingen blev afholdt 26. februar på Biltmore Hotel i Los Angeles, USA. Uddelingen er i dag kendt for at være det år hvor Citizen Kane tabte Oscar for bedste film til Grøn var min barndoms dal. 
Det var første gang der blev uddelt en pris for bedste dokumentar.
De små ræve slog rekord ved at få 9 nomineringer uden at vinde nogle priser. Denne rekord blev først slået i 1978 af Skillevejen med 11 nomineringer uden at vinde.

## Priser
| Bedste Film | Bedste Instruktør |
| --- | --- |
| - Grøn var min barndoms dal - Blomster i skygge - Citizen Kane - Her kommer Mr. Jordan - Det må ikke blive morgen - De små ræve - Ridderfalken - One Foot in Heaven - Sergeant York - Mistanken | - John Ford – Grøn var min barndoms dal - William Wyler – De små ræve - Alexander Hall – Her kommer Mr. Jordan - Howard Hawks – Sergeant York - Orson Welles – Citizen Kane |
| Bedste Mandlige Hovedrolle | Bedste Kvindelige Hovedrolle |
| - Gary Cooper – Sergeant York - Walter Huston – Du kan ikke købe alt for penge - Robert Montgomery – Her kommer Mr. Jordan - Cary Grant – Penny Serenade - Orson Welles – Citizen Kane | - Joan Fontaine – Mistanken - Barbara Stanwyck – Professoren og korpigen - Olivia de Havilland – Det må ikke blive morgen - Greer Garson – Blomster i skygge - Bette Davis – De små ræve |
| Bedste Mandlige Birolle | Bedste Kvindelige Birolle |
| - Donald Crisp – Grøn var min barndoms dal - James Gleason – Her kommer Mr. Jordan - Walter Brennan – Sergeant York - Charles Coburn – Alle kneb gælder - Sydney Greenstreet – Ridderfalken | - Mary Astor – The Great Lie - Sara Allgood – Grøn var min barndoms dal - Margaret Wycherly – Sergeant York - Patricia Collinge – De små ræve - Teresa Wright – De små ræve |
| Bedste Originale Manuskript | Bedste Filmatisering |
| - Citizen Kane – Orson Welles og Herman J. Mankiewicz - Sergeant York – John Huston, Howard Koch, Abem Finkel og Harry Chandlee - Tall, Dark and Handsome – Karl Tunberg and Darrell Ware - Alle kneb gælder – Norman Krasna - Tom, Dick and Harry – Paul Jarrico | - Her komer Mr. Jordan – Sidney Buchman og Seton I. Miller - Det må ikke blive morgen – Charles Brackett og Billy Wilder - Grøn var min barndoms dal – Philip Dunne - De små ræve – Lillian Hellman - Ridderfalken – John Huston |
| Bedste Historie | Bedste Korte Dokumentar |
| - Her kommer Mr. Jordan – Harry Segall - Professoren og korpigen – Billy Wilder og Thomas Monroe - Vi behøver hinanden – Richard Connell and Robert Presnell Sr. - Nattog til München – Gordon Wellesley - En moderne Eva – Monckton Hoffe | - Churchill's Island – National Film Board of Canada og United Artists - Adventure in the Bronx – Film Associates - Bomber – U.S. Office for Emergency Management Film Unit og Motion Picture Committee Cooperating for National Defense - Christmas Under Fire – British Ministry of Information and Warner Bros. - A Letter from Home – British Ministry of Information og United Artists - Life of a Thoroughbred – Truman Talley og 20th Century Fox - Norway in Revolt – March of Time og RKO Radio - A Place to Live – Philadelphia Housing Authority og Philadelphia Housing Association - Russian Soil – Amkino - Soldiers of the Sky – Truman Talley og 20th Century Fox - War Clouds in the Pacific – National Film Board of Canada og MGM                                                              |
| Bedste Kortfilm, One-Reel | Bedste Kortfilm, Two-Reel |
| - Of Pups and Puzzles – MGM - Army Champions – Pete Smith og MGM - Beauty and the Beach – Paramount - Down on the Farm – Paramount - Forty Boys and a Song – Warner Bros. - Kings of the Turf – Warner Bros. - Sagebrush and Silver – 20th Century Fox | - Main Street on the March! – MGM - Alive in the Deep – Woodard Productions, Inc. - Forbidden Passage – MGM - The Gay Parisian – Warner Bros. - The Tanks Are Coming – U.S. Army og Warner Bros. |
| Bedste Animerede Kortfilm | |
| - Lend a Paw – Walt Disney Productions og RKO Radio - Boogie Woogie Bugle Boy of Company B – Walter Lantz Productions og Universal - Hiawatha's Rabbit Hunt – Leon Schlesinger og Warner Bros. - How War Came – Columbia - The Night Before Christmas – MGM - Rhapsody in Rivets – Leon Schlesinger og Warner Bros. - Rhythm in the Ranks – George Pal Productions og Paramount - The Rookie Bear – MGM - Superman – Max Fleischer og Paramount - Truant Officer Donald – Walt Disney Productions og RKO Radio | |
| Bedste Musik i Dramafilm | Bedste Musik i Musicalfilm |
| - Man kan ikke købe alt for penge – Bernard Herrmann - Skjult kærlighed – Frank Skinner - Professoren og Korpigen – Alfred Newman - Citizen Kane – Bernard Herrmann - En kvindeskæbne – Edward Ward - Grøn var min barndoms dal – Alfred Newman - Det må ikke blive morgen – Victor Young - Kvinden, der myrdede – Morris Stoloff og Ernst Toch - King of the Zombies – Edward Kay - Dr. Jekyll og Mr. Hyde – Franz Waxman - Lydia – Miklós Rózsa - Mercy Island – Cy Feuer and Walter Scharf - Sergeant York – Max Steiner - Du skal elske din næste – Louis Gruenberg - Nat over ørkenen – Miklós Rózsa - Mistanken – Franz Waxman - Tanks a Million – Edward Ward - Gennemtræk i Paradis – Werner Heymann - De små ræve – Meredith Willson - This Woman Is Mine – Richard Hageman                                                                        | - Dumbo – Frank Churchill og Oliver Wallace - All-American Co-Ed – Edward Ward - Birth of the Blues – Robert Emmett Dolan - Abbott og Costello som rekrutter – Charles Previn - Ice-Capades – Cy Feuer - Dig skal det være – Emil Newman - Sunny – Anthony Collins - The Chocolate Soldier – Herbert Stothart and Bronislau Kaper - The Strawberry Blonde – Heinz Roemheld - Bryllupsdansen – Morris Stoloff |
| Bedste Sang | Bedste Lyd |
| - "The Last Time I Saw Paris" fra Lady Be Good – Musik af Jerome Kern; Tekst af Oscar Hammerstein II - "Out of the Silence" fra All-American Co-Ed – Musik og Tekst af Lloyd B. Norlin - "Blues in the Night" fra Blues in the Night – Musik af Harold Arlen; Tekst af Johnny Mercer - "Boogie Woogie Bugle Boy of Company B" from Abbott og Costello som rekrutter – Musik af Hugh Prince; Tekst af Don Raye - "Baby Mine" fra Dumbo – Musik af Frank Churchill; Tekst af Ned Washington - "Dolores" fra Las Vegas Nights – Musik af Louis Alter; Tekst af Frank Loesser - "Be Honest With Me" fra Ridin' on a Rainbow – Musik og Tekst af Gene Autry og Fred Rose - "Chattanooga Choo Choo" from Sun Valley Serenade – Musik af Harry Warren; Tekst af Mack Gordon - "Since I Kissed My Baby Goodbye" fra Bryllupsdansen – Musik og Tekst af Cole Porter; | - Lady Hamilton – Jack Whitney, General Service Sound Department - Kærlighed efter aftale – Bernard B. Brown, Universal Studio Sound Department - Professoren og korpigen – Thomas T. Moulton, Samuel Goldwyn Studio Sound Department - Citizen Kane – John Aalberg, RKO Radio Studio Sound Department - Grøn var min barndoms dal – E. H. Hansen, Fox Studio Sound Department - Sergeant York – Nathan Levinson, Warner Bros. Studio Sound Department - Skylark – Loren Ryder, Paramount Studio Sound Department - The Chocolate Soldier – Douglas Shearer, MGM Studio Sound Department - The Devil Pays Off – Charles Lootens, Republic Studio Sound Department - Mændene i mit liv – John Livadary, Columbia Studio Sound Department - Topper vender tilbage – Elmer Raguse, Hal Roach Studio Sound Department |
| Bedste Scenografi, Sort og Hvid | Bedste Scenografi, Farver |
| - Grøn var min barndoms dal – Richard Day, Nathan Juran og Thomas Little - Det må ikke blive morgen – Hans Dreier, Robert Usher og Sam Comer - Nat over ørkenen – Alexander Golitzen og Richard Irvine - Citizen Kane – Perry Ferguson, Van Nest Polglase, Al Fields og Darrell Silvera - Kvinden, der myrdede – Lionel Banks og George Montgomery - Sergeant York – John Hughes og Fred MacLean - De små ræve – Stephen Goosson og Howard Bristol - Lady Hamilton – Vincent Korda og Julia Heron - Søn af Monte Cristo – John DuCasse Schulze og Edward G. Boyle - When Ladies Meet – Cedric Gibbons, Randall Duell og Edwin B. Willis - The Flame of New Orleans – Martin Obzina, Jack Otterson og Russell A. Gausman | - Blomster i skygge – Cedric Gibbons, Urie McCleary og Edwin B. Willis - Blod og sand – Richard Day, Joseph C. Wright og Thomas Little - Louisiana Purchase – Raoul Pene du Bois og Stephen A. Seymour |
| Bedste Fotografering, Sort og Hvid | Bedste Fotografering, Farver |
| - Grøn var min barndoms dal – Arthur C. Miller - Citizen Kane – Gregg Toland - Her kommer Mr. Jordan – Joseph Walker - Dr.Jekyll og Mr. Hyde – Joseph Ruttenberg - Det må ikke blive morgen – Leo Tover - Sergeant York – Sol Polito - Sun Valley Serenade – Edward Cronjager - Nat over ørkenen – Charles Lang - Lady Hamilton – Rudolph Maté - The Chocolate Soldier – Karl Freund | - Blod og sand – Ernest Palmer og Ray Rennahan - Sydhavspigen – Wilfred M. Cline, Karl Struss og William Snyder - Præriens sorte rytter – William V. Skall og Leonard Smith - Blomster i skygge – Karl Freund og W. Howard Greene - Dive Bomber – Bert Glennon - Louisiana Purchase – Harry Hallenberger og Ray Rennahan |
| Bedste Klipning | Bedste Visuelle Effekter |
| - Sergeant York – William Holmes - Citizen Kane – Robert Wise - Grøn var min barndoms dal – James B. Clark - Dr. Jekyll og Mr. Hyde – Harold F. Kress - De små ræve – Daniel Mandell | - Jeg vil have vinger – Farciot Edouart, Gordon Jennings og Louis Mesenkop - A Yank in the RAF – Fred Sersen og E.H. Hansen - Sydhavspigen – Farciot Edouart, Gordon Jennings og Louis Mesenkop - Flight Command – A. Arnold Gillespie og Douglas Shearer - Den usynlige kvinde – John P. Fulton og John Hall - Lady Hamilton – Photography: Lawrence Butler; Sound: William H. Wilmarth - Ulf Larsen – Byron Haskin og Nathan Levinson - Topper vender tilbage – Roy Seawright og Elmer Raguse |

### Ærespriser
- Rey Scott
- the British Ministry of Information
- Leopold Stokowski
- Walt Disney, William Garity, John N. A. Hawkins and the RCA Manufacturing Company

### Irving G. Thalbergs mindepris
- Walt Disney

## Ekstern henvisning
- Oscars Legacys hjemmeside